# Martín Andrade
Martín Andrade (Puerto Natales, provincia de Magallanes, Chile; 20 de julio de 1937-Buenos Aires, Argentina; 24 de junio del 2013)  fue un actor de reparto, periodista, poeta y dramaturgo chileno que hizo su carrera tanto en su país natal como en Argentina. Era el padre de la actriz Antonella Costa, y fue esposo de la escritora Susana Degoy y, a través de ese vínculo, familiar de Niní Marshall.

## Carrera
Andrade fue un destacado actor que, siempre con roles secundarios, brilló junto a grandes figuras de la escena nacional y en históricos filmes argentinos. Gran amigo del actor y director Leonardo Favio, actuó en varias de sus películas.
En 1995 tuvo doble rol en el film  El largo viaje de Nahuel Pan, como actor y como director de arte.
También se desempeñó como dirigente de la Obra Social de Actores.

## Fallecimiento
El actor y dramaturgo Martín Andrade falleció el lunes 24 de junio de 2013 luego de una penosa enfermedad. Sus restos descansan en el Panteón Argentino de Actores del Cementerio de la Chacarita. Tenía 75 años.

## Filmografía
- 1960: Héroes de hoy, de Enrique Dawi.
- 1962: Dar la cara con Walter Santa Ana y Dora Baret.
- 1962: Una jaula no tiene secretos con Carlos Gandolfo y Alberto Olmedo
- 1962: El último piso con Norma Aleandro.
- 1965: Los guerrilleros con Bárbara Mujica e Ignacio Quirós
- 1969: El dependiente con  Walter Vidarte y Graciela Borges.
- 1969: Eloy
- 1970: El Libro de Job

- 1972: Operación Alfa

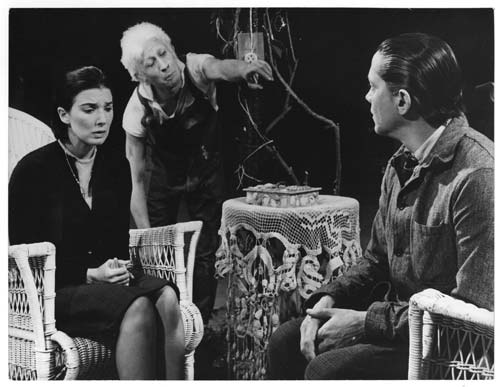
Martín Andrade junto con Borges y Vidarte en El dependiente.

- 1975: La Raulito con Marilina Ross.
- 1987: El Año del Conejo con Federico Luppi y Luisina Brando.
- 1991: La redada
- 1991: Ya no hay hombres
- 1991: Las tumbas con Norma Aleandro
- 1993: Gatica, el mono
- 1995: El largo viaje de Nahuel Pan
- 1996: Despabílate amor con Soledad Silveyra y Juan Leyrado.
- 1999: Perón, sinfonía del sentimiento[3]

## Televisión
- 1970: Sin amor
- 1971: La amortajada